# Coraje (película)
Coraje es una película peruana de 1998 dirigida por Alberto Durant. La película gira en torno a la figura de la activista peruana María Elena Moyano, activista por los derechos humanos en el Perú y asesinada por el grupo terrorista Sendero Luminoso.

## Sinopsis
La película es un biopic sobre la dirigente vecinal y feminista María Elena Moyano (Olenka Cepeda). La trama se centra entre el momento en que el distrito limeño de Villa El Salvador fue premiado con el Premio Príncipe de Asturias de la Concordia en 1987, gracias al movimiento vecinal organizado, entre otras personas, por Moyano, y el 15 de febrero de 1992, día en que Moyano fue asesinada por Sendero Luminoso, debido a su discurso a favor de la democracia y en contra de la violencia senderista.

## Reparto
- Olenka Cepeda como María Elena Moyano
- Salvador del Solar
- Rossana Pastor como Jimena
- Carlos Hipólito
- Aristóteles Picho
- Jorge Chiarella como Pascual Alcalde de Villa El Salvador
- Gustavo Bueno
- Gianella Neyra como Reportera de Latina Televisión
- Norka Ramírez
- Alberto Isola como Ministro de Desarrollo e Inclusión Social
- Miguel Iza como Militante de Sendero Luminoso

## Producción
La película fue financiada para su realización en el año 1996. Se propuso que el premiado director Oliver Stone sería el interesado en producir la película pero se descartó. Finalmente Frecuencia Latina (hoy Latina Televisión) se encargó de ello.

## Premios
- Colón de Oro del Público al mejor largometraje y Mejor actriz (Olenka Cepeda) en el Festival de Cine Iberoamericano de Huelva[3][4]
- Gran Premio OCIC en el Festival de Cine de Viña del Mar[4]
- Premio del Público en el Chicago Latino Film Festival[4]